# Туризм у Лесото

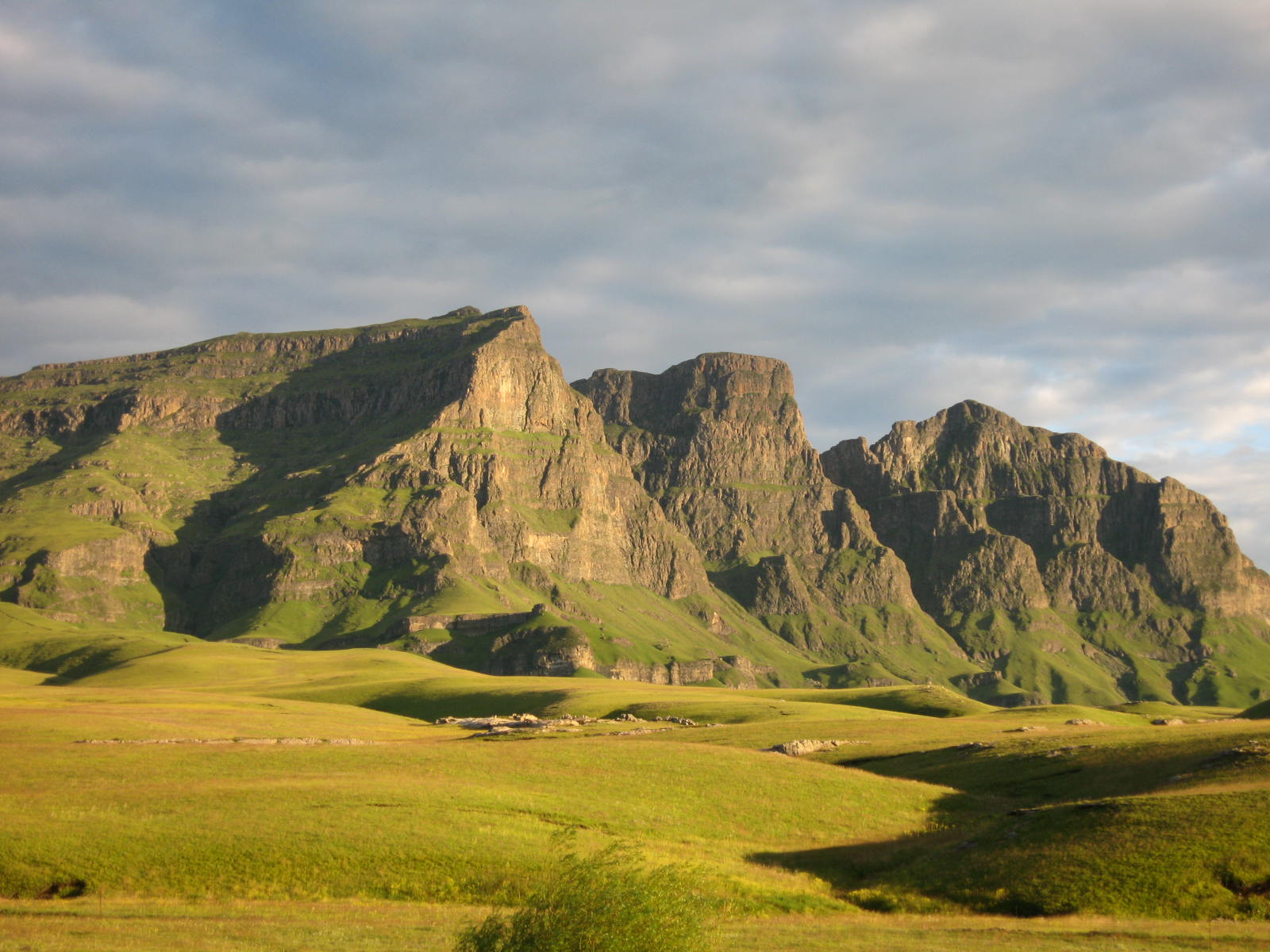
Національний парк Сеглабатгебе (Sehlabathebe), Лесото.

Туризм у Лесото є зростаючою галуззю в країні.
У 2013 році подорожі та туризм склали близько 5,5% ВВП Лесото, при цьому очікується, що до 2024 року ця частка зросте до 6,1% ВВП. У 2013 році в цьому секторі було зайнято 25 000 осіб, що становило 4,6% від загальної зайнятості в країні.
Жителі Південної Африки, яка повністю оточує Лесото, складають понад 90 % відвідувачів країни. Багато поїздок пов'язані з відвідуванням друзів і родини.
Різноманітний відпочинок на природі є найпопулярнішим видом дозвілля для туристів у країні. Гірська місцевість приваблює туристів для піших прогулянок, їзди на поні та катання на лижах, а також використання повнопривідних трас. Гірськолижний курорт Афріскі працює в зимові місяці.
Найбільш використовувані пункти в'їзду в Лесото включають міжнародний аеропорт Мошоешо та наземні пункти перетину кордону Масеру та Мапуту.
Туризм в країні контролюється Міністерством туризму, навколишнього середовища та культури, яке розташоване в столиці Масеру.